# Sole Jaimes
Sole Jaimes (Nogoyá, 1989. január 20. –) argentin női válogatott labdarúgó. A brazil Flamengo játékosa.

## Pályafutása

### Klubcsapatban
Jaimes a Boca Juniors csapatában kezdett el futballozni, az első számú csapatnak 2008 és 2014 között volt tagja, 2009 és 2010 között kölcsönben a River Plate-ben futballozott. 2014-ben Brazíliába szerződött, ahol 2017-ben bajnok lett a Santos csapatával. 2019-ben az Olympique Lyon színeiben futballozott és megnyerte a Bajnokok Ligáját. 2022-ben a brazil Flamengo csapatához igazolt.

### A válogatottban
Az argentin U20-as válogatottal részt vett a 2008-as U20-as női labdarúgó-világbajnokságon. A felnőtt válogatottnak 2014 óta tagja, szerepelt a 2019-es női labdarúgó-világbajnokságon.

## Sikerei, díjai

### Klubcsapatokban
Argentin bajnok (9):
- Boca Juniors (8): 2008 (Clausura), 2009 (Apertura), 2010 (Apertura), 2011 (Clausura), 2011 (Apertura), 2012 (Apertura), 2013 (Clausura), 2013 (Inicial)
- River Plate (1): 2010 (Clausura)

 Brazil bajnok (1):
- Santos (1): 2017

Bajnokok Ligája győztes (1):
- Olympique Lyon (1): 2018–19

### A válogatottban
Argentína
- Copa América bronzérmes (2): 2018, 2022
- Dél-amerikai játékok győztes (1): 2014

### Egyéni
- Brazil gólkirálynő (1): 2017 (18 gól)